# Улица Кирова (Улан-Удэ)

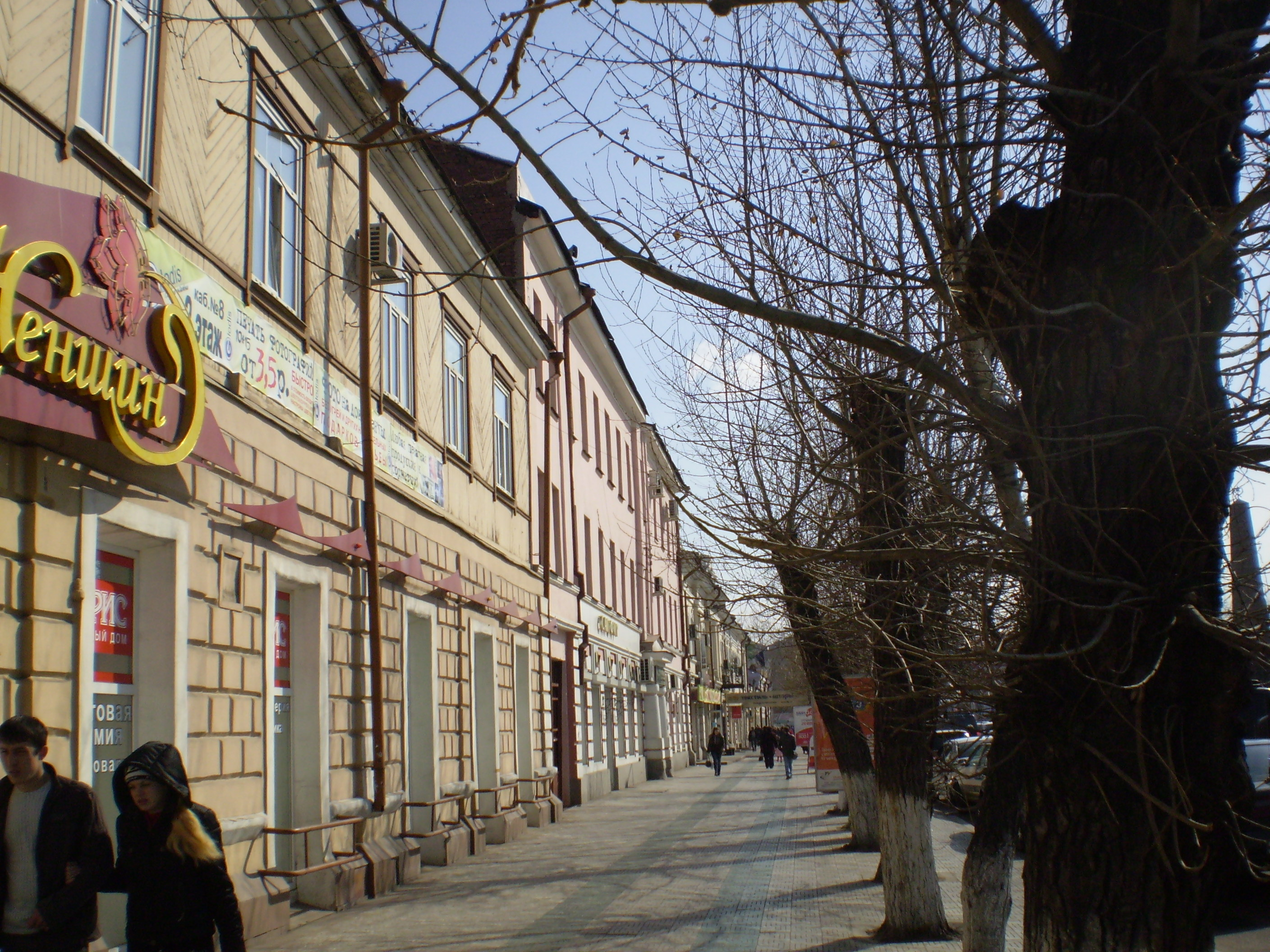
Фасад улицы Кирова, обращённый к площади Революции

У́лица Ки́рова (бур. Кировэй гудамжа) — улица исторической части города Улан-Удэ.
Прежние названия: Гостинная, Базарная, Коммунальная. Названа в честь советского государственного деятеля Сергея Мироновича Кирова.

## География улицы
Длина — 870 метров. Идёт с запада на восток от Центрального стадиона Республики Бурятия у Селенгинской набережной до улицы Балтахинова, выходя к Мемориалу Победы.
Нумерация домов с запада на восток; пересекается улицами Свободы, Шмидта, Смолина, Ленина, Коммунистической. Между улицами Ленина и Коммунистической проходит по северной стороне площади Революции. От улицы Кирова к северу начинается пешеходный участок улицы Ленина (так называемый Улан-Удэнский «Арбат»).

## История улицы

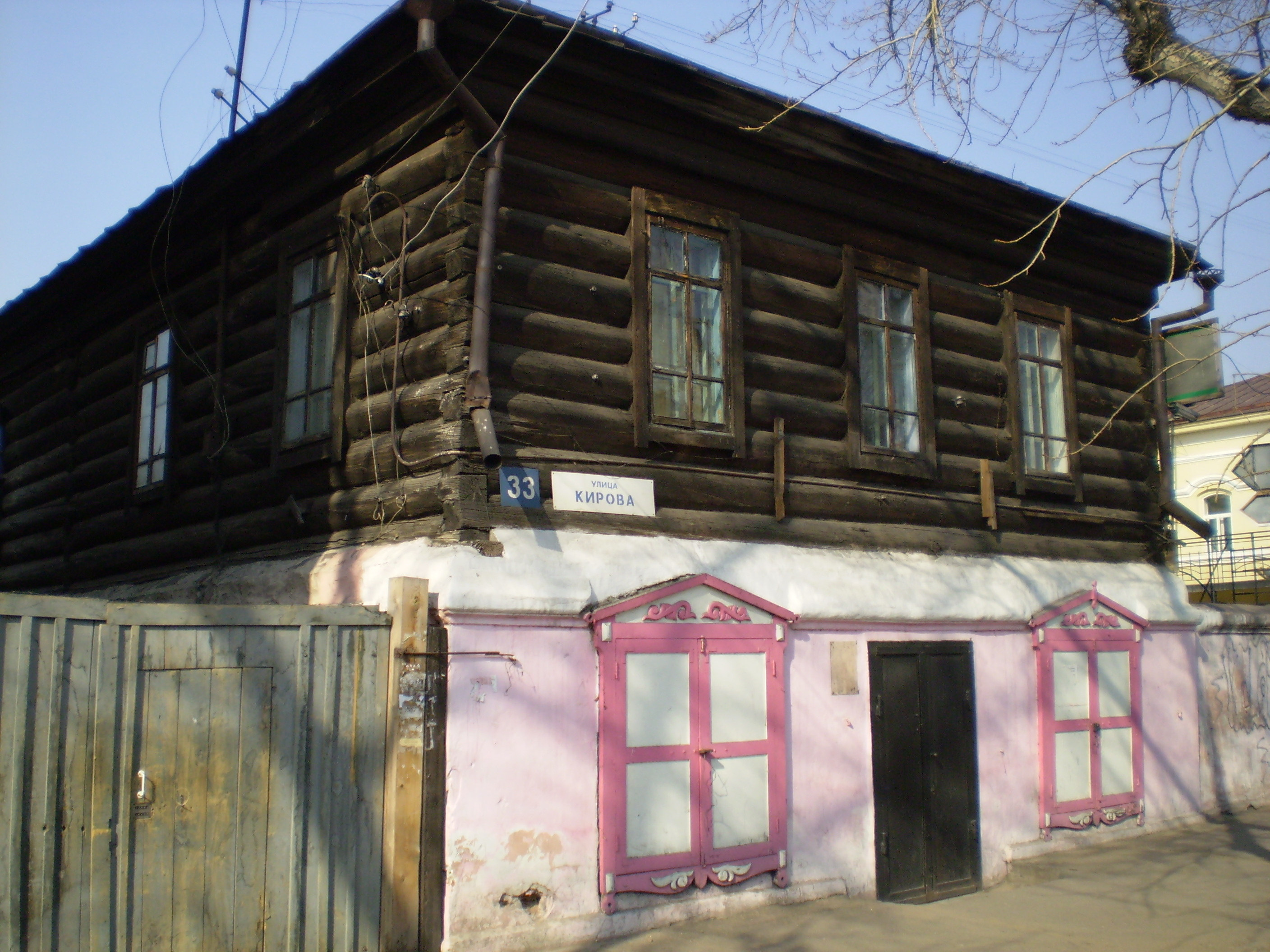
Флигель усадьбы купчихи Т. Борисовой. Ул. Кирова, 33. В нижнем этаже располагался магазин

С 1780 года в Верхнеудинске проводится ярмарка. В 1791 году на Базарной площади, месте проведения ярмарочных торгов, был построен деревянный Гостиный двор. Улица, проходящая по северной границе площади получает название Базарной.
В доме купца 2-й гильдии Л. А. Самсоновича, бывшего крестьянина Мухоршибирской волости (пересечение улиц Кирова и Ленина, 23; построен по проекту 1876 года Н. А. Паува) располагались торговые лавки. Ранее на этом месте находились одноэтажный деревянный дом, каменный недостроенный флигель, четыре деревянные тёплые лавки с кладовыми, баня, два двухэтажных амбара, две завозни, сарай и сеновал.
На пересечении улицы Кирова и Ленина (дом № 25) в 1874 году находилась усадьба крестьянина Куйтунского селения Семёна Фёдоровича Борисова. В 1909 году в доме купчихи Т. Борисовой её сын открыл электротеатр «Иллюзион» (c 1918 — кинотеатр «Золотой рог», с 1924 года — кинотеатр «Эрдэм»).
На пересечении улицы Кирова и Ленина (дом № 24) в 1874 году находилась усадьба верхнеудинского мещанина Николая Сотникова. В 1886 году городская управа разрешила на этом месте строительство каменных одноэтажных лавок по проекту мещанина И. Д. Скатова. Второй деревянный этаж был надстроен в 1924 году. В начале XX века в здании работал театр-иллюзион. В 1904 году в здании располагался одесский лазарет Красного Креста Касперовской общины, в 1905 году — прачечная «Гигиена».
В начале 1924 года Базарная улица была переименована в Коммунальную. 6 мая 1924 года обязательным постановлением № 33 Городской исполком обязал владельцев и арендаторов домов по улицам Ленинской, Юного Коммунара, Монгольской, Коммунальной и Милицейской высадить деревья у своих домов.
1 июля 1924 года начало работать отделение сельскохозяйственного общества «Бурселькредит». Оно находилось в доме № 56.
Летом 1935 года началось мощение улицы.

## Памятники архитектуры
На улице расположены памятники архитектуры:
- Паровая мельница купца второй гильдии Родовского Моисея Израилевича. Ул. Кирова, 13.
- Жилой дом. Ул. Кирова, 23.
- Ул. Ленина, 23 на пересечении с улицей Кирова — дом Л. А. Самсоновича. В 1919 году в здании размещалось кооперативное общество «Экономия», работала подпольная большевистская организация.
- Усадьба мещанина И. Н. Костина. Ул. Кирова, 45.

## Памятники истории
- Угол Коммунистической (№ 22) и Кирова (№ 41) — двухэтажный каменный дом начала XX века. С 1910 года на первом этаже располагался магазин компании «Зингер», на втором — гостиница «Золотой рог». В июле—августе 1918 года в здании располагался ЦИК Советов Сибири (Центросибирь). В период с 1918 по 1920 год в подвале здания находилась тюрьма белогвардейской контрразведки.